# Kościół Wszystkich Świętych w Straszęcinie (drewniany)
Kościół Wszystkich Świętych – kościół, który znajdował się w Straszęcinie. Zniszczony podczas pożaru w 1944 roku.

## Historia
Kościół powstał w 1511 roku. Był drewniany, zrębowy i miał dach dwuspadowy. Starsze partie pochodziły z XV wieku (ok. 1490 roku). Wieża pochodziła z XVII wieku. Powiększany wielokrotnie. Powiększono go w XVII wieku (wtedy została dobudowana wieża). Przebudowano go w końcu XVIII wieku i na początku XIX wieku. Z czasem zaczął podupadać. W XIX wieku dobudowano murowaną zakrystię. W czasie pierwszej wojny spłonął częściowo, ale odbudowano go. W 1920 roku zaczął podupadać. W 1934 roku zaczęto budować nową świątynię. Kościół spłonął w 1944 roku.